# Красноуральская улица (Екатеринбург)
Красноура́льская улица — улица в жилом районе «ВИЗ» Верх-Исетского административного района Екатеринбурга.

## История и происхождение названия
Улица зафиксирована на плане Верх-Исетского завода первой половины XIX века (из архива Н. С. Алфёрова), условно соотносимом с генеральном планом этого завода 1826 года.
До революции 1917 года улица была безымянным поперечным переулком в жилой застройке посёлка Верх-Исетского завода, в 1921 году получила статус улицы и своё современное название. До масштабной реконструкции района 1960-х годов улица заканчивалась у каменоломни, располагавшейся южнее Полевской улицы (в 1929 году носила название Новой, сейчас застроена жилым массивом внутри квартала улиц Крауля-Заводская-Металлургов-Токарей).

## Расположение и благоустройство
Улица проходит между улицами Заводской и Сухорукова. Начинается у проезда к площади Субботников поблизости от улицы Кирова и заканчивается у пересечения с улицей Крауля. Пересекается с улицами Нагорной, Татищева и Ключевской. Примыканий к улице нет.
Протяжённость улицы составляет около 900 м. Ширина проезжей части — около 7 метров (по одной полосе в каждую сторону движения), в квартале улиц Татищева-Нагорная дорожное полотно отсутствует (проходят трамвайные пути действующих маршрутов екатеринбургского трамвая).Регулируемый светофором перекресток на пересечении улиц Красноуральская-Татищева. На автомобильных участках с обеих сторон улица оборудована тротуарами и уличным освещением. Нумерация домов начинается от улицы Кирова.

## Примечательные здания и сооружения
- № 2а — центр гигиены и эпидемиологии в Свердловской области.
- № 2д — управление ветеринарии г. Екатеринбурга.
- № 7 — детская городская больница № 11.
- № 21 — детский сад № 539.

## Транспорт
Автомобильное движение на всей протяжённости улицы двустороннее. Дорожное движение между улицами Нагорной и Татищева из-за отсутствия автодорожного полотна не осуществляется.

### Наземный общественный транспорт
По улице ходят трамвайные маршруты № 1, 2, 3, 11, 18, 19, 21, остановка трамвая ул. Красноуральская.

### Ближайшие станции метро
Действующих станций метро поблизости нет. К 2020 году в 300 м к востоку от перекрёстка улиц Красноуральская-Татищева планируется открыть станцию второй линии Екатеринбургского метрополитена  «Татищевская».